# Lógica multivalorada
Em lógica, a lógica multivalorada (ou lógica plurivalente) é um cálculo proposicional em que há mais de dois  valores verdade. Tradicionalmente, na Lógica aristotélica, existem apenas dois possíveis valores (isto é, "verdadeiro" e "falso") para cada proposição. Uma extensão obvia para a lógica clássica 2-valorada é uma lógica n-valorada, com n maior que 2. As mais populares na literatura são a lógica ternária (que usa "verdadeiro", "falso" e "não se sabe"), a finitamente-valorada com mais de 3 valores, e a infinitamente-valorada, como a  lógica difusa e a lógica probabilística.

## História
O primeiro lógico clássico conhecido que não aceitou completamente a lei do terceiro excluído foi Aristóteles, considerado o primeiro lógico clássico e o "pai da lógica". Aristóteles admitiu que suas leis não se aplicavam a eventos futuros (De Interpretatione, ch. IX), mas ele não criou um sistema multi-valorado que explicasse essa observação.
O século XX trouxe de volta a ideia da lógica multivalorada. O lógico e filosofo polonês, Jan Lukasiewicz, começou a criação de sistemas de lógica multivalorada em 1920, usando um terceiro valor, "possível", para lidar com um problema aristotélico (problema de futuros contingentes). Enquanto isso, o matemático americano Emil Post (1921) também introduziu a formulação de degraus adicionais de verdade. Mais tarde, Jan Łukasiewicz e Alfred Tarski juntos formularam uma lógica com n valores verdade onde n ≥ 2. Em 1932, Hans Reichenbach formulou a lógica de vários valores verdade onde n tende ao infinito. Kurt Gödel, em 1932, mostrou que a lógica intuicionista não é uma lógica finitamente-valorada, e definiu um sistema de lógica de Gödel entre a lógica clássica e a lógica intuicionista; tais lógicas são conhecidos como lógicas intermediárias.

## Exemplos

### Lógica (forte) de KleeneK3e lógica PriestP3
A lógica (forte) de indeterminação de Kleene  K3 (as vezes {\displaystyle K_{3}^{S}}) e a "lógica de paradoxo" de Priest adicionam um terceiro valor indefinido ou indeterminado I . As funções de verdade  para negação (¬),  conjunção lógica (∧),  disjunção lógica (∨),  implicação (→K), e  bicondicional (↔K) são dadas por:
| ¬ |   |
| - | - |
| T | F |
| I | I |
| F | T |

| ∧ | T | I | F |
| - | - | - | - |
| T | T | I | F |
| I | I | I | F |
| F | F | F | F |

| ∨ | T | I | F |
| - | - | - | - |
| T | T | T | T |
| I | T | I | I |
| F | T | I | F |

| →K | T | I | F |
| -- | - | - | - |
| T  | T | I | F |
| I  | T | I | I |
| F  | T | T | T |

| ↔K | T | I | F |
| -- | - | - | - |
| T  | T | I | F |
| I  | I | I | I |
| F  | F | I | T |

A diferença entre as duas lógicas é encontrada em como as tautologia são definidas. Em K3 só T é um valor de verdade designada, enquanto em P3 tanto T como I são  (a fórmula lógica é considerada uma tautologia se ela é avaliada como um valor de verdade designado). Na lógica de Kleene, I pode ser interpretado como "indeterminada", não sendo nem verdadeira nem falsa, enquanto na lógica de Priest,  I  pode ser interpretada como "sobredeterminada", sendo verdadeira e falsa. K3
não possui tautologias, enquanto P3 possui as mesmas tautologias que a clássica lógica binária.

### Lógica de três valores internos da Bochvar
Outra lógica é a lógica "interna" de três valores de  Bochvar  ( também chamado de  lógica fraca de três valores de Kleene). Exceto pela negação, suas tabelas de verdade são todas diferentes da anterior.
| ∧+ | T | I | F |
| -- | - | - | - |
| T  | T | I | F |
| I  | I | I | I |
| F  | F | I | F |

| ∨+ | T | I | F |
| -- | - | - | - |
| T  | T | I | T |
| I  | I | I | I |
| F  | T | I | F |

| →+ | T | I | F |
| -- | - | - | - |
| T  | T | I | F |
| I  | I | I | I |
| F  | T | I | T |

O valor de verdade intermediário na lógica "interna" do Bochvar pode ser descrito como "contagiosa", pois se propaga em uma fórmula, independentemente do valor de qualquer outra variável.

### Lógica de Belnap Belnap (B4)
A lógica de Belnap B4 combina K3 e P3. O valor de verdade sobredeterminado é aqui denotado como B e o valor de verdade subdeterminado como N.
| f¬ |   |
| -- | - |
| T  | F |
| B  | B |
| N  | N |
| F  | T |

| f∧ | T | B | N | F |
| -- | - | - | - | - |
| T  | T | B | N | F |
| B  | B | B | F | F |
| N  | N | F | N | F |
| F  | F | F | F | F |

| f∨ | T | B | N | F |
| -- | - | - | - | - |
| T  | T | T | T | T |
| B  | T | B | T | B |
| N  | T | T | N | N |
| F  | T | B | N | F |

## Relação com a lógica clássica
Lógica geralmente são sistemas destinados a codificar regras para preservar alguma propriedade semântica  de proposições através transformações. Na lógica clássica,  esta propriedade é "verdade". Em um argumento válido, a verdade da proposição derivada é garantida se as premissas são conjuntamente verdade, porque a aplicação de passos válidos preserva a propriedade. No entanto, essa propriedade não tem que ser essa da "verdade", em vez disso, pode ser algum outro conceito.
Lógicas multivaloradas são destinadas a preservar a propriedade de  ser designado. Desde que haja mais de dois valores de verdade, regras de inferência podem ser destinadas a preservar mais do que apenas o que corresponde (no sentido relevante) para a verdade. Por exemplo, em uma lógica de três valores, por vezes, os dois maiores valores de verdade (quando eles são representados como por exemplo, números inteiros positivos) são designados e as regras de inferência preservam esses valores. Precisamente, um argumento válido será tal que o valor das premissas tomadas conjuntamente será sempre menor do que ou igual à conclusão.
Por exemplo, a propriedade preservada poderia ser a justificativa, o conceito fundamental de lógica intuicionista. Assim, uma proposição não é verdadeira ou falsa, em vez disso, ela é justificada ou falha. A principal diferença entre justificação e verdade, neste caso, é que a lei do terceiro excluído não se sustenta: a proposição de que não é falho não é necessariamente justificada, em vez disso, só não é provado que ele é falho. Um argumento válido preserva justificação através de transformações, de modo que uma proposição derivada de proposições justificados ainda se justifica. No entanto, existem provas de lógica clássica, que dependem da lei do terceiro excluído, uma vez que a lei não é utilizável nesse esquema, há proposições que não podem ser provadas assim.

## Relação com a lógica de fuzzy (ou  lógica difusa)
Lógica multivalorada está relacionada com a teoria de conjuntos difusos e com a lógica difusa. A noção de subconjunto difuso foi introduzida por Lotfi Zadeh como uma formalização de vagueza; i.e., o fenômeno de que um predicado deve ser aplicado para um objeto não absolutamente, mas em certo grau, e deve haver casos limites. De fato, como uma lógica multivalorada, a lógica difusa admite valores verdades diferentes de "verdadeiro" e "falso". No entanto, a principal diferença entre a lógica fuzzy e lógica multivalorada está nos seus objetivos.De fato, seu interesse filosófico (que pode ser usado para lidar com o paradoxo Sorites), a lógica fuzzy é dedicado principalmente à aplicações. Precisamente, existem duas abordagens para a lógica fuzzy. A primeira é bem ligada com a tradição da lógica multivalorada (escola de Hajek). Assim, um conjunto de valores projetados é fixado e isso nos permite definir um vinculo. O aparato de dedução é definido por um conjunto de axiomas e regras de inferência. Outra abordagem (Goguen, Pavelka e outros) é dedicada a definição de "aparatos" de dedução em que raciocínios próximos são admitidos. Tal "aparato" é definido  por um subconjunto  adequado de axiomas lógicos da lógica de fuzzy  e por um conjunto de regras de inferência da lógica de fuzzy. No primeiro caso, o operador de consequência lógica resulta no conjunto de consequências lógicas de um dado conjunto de axiomas.  No segundo caso, o operador de consequência lógica resulta no conjunto fuzzy de consequências lógicas de um dado conjunto de axiomas da lógica de fuzzy.

## Aplicações
Aplicações de lógica multivalorada podem classificada em dois grupos.
O primeiro grupo usa o domínio da lógica multivalorada para resolver problemas mais eficientemente. Por exemplo, uma abordagem para representar uma função booleana com n saídas é tratar a sua saída como uma só variável multivalorada e converter isso para uma função com saída unária. Outras aplicações da lógica multivalorada incluem design de matrizes logicamente programáveis  (PLAs) com decodificadores de entrada, otimização de máquinas de estados finitas ,  testes e verificação.
O segundo grupo tem como alvo o projeto de circuitos eletrônicos que empregam mais de dois níveis distintos de sinais, como  memórias com vários valores, circuitos aritméticos, "Field Programmable Gate Arrays" (FPGA), etc.  Circuitos multivaloradas possuem um grande número de vantagens teóricas sobre o padrão binário de circuitos. Por exemplo, a interconexão de ligar e desligar um chip pode ser reduzia se os sinais do circuito assumirem 4 ou mais níveis, em vez de apenas dois. Em uma planta de memória, armazenar dois ao invés de um bit de informação por célula de memória dobra a densidade da memória em um mesmo dado espaço. Aplicações que usam circuitos aritméticos muitas vezes são benéficas ao usar sistemas binários alternativos. Por exemplo, sistemas números redundantes podem reduzir ou eliminar  a ondulação envolvida no processo de  adição ou subtração de números, resultando em operações aritméticas de alta velocidade. Estes sistemas numéricos têm uma implementação natural ao se usar circuitos multivaloradas. No entanto a praticidade dessas vantagens dependem muito da disponibilidade de se construir o circuito, que deve ser compatível ou competitivo com o padrão das  tecnologias  atuais. No entanto, a praticidade dessas vantagens potenciais depende muito da disponibilidade de realizações do circuito, que deve ser compatível ou competitivo com tecnologias padrão atuais.

## Locais de pesquisa
O simpósio Internacional sobre Lógica multivalorada (ISMVL) tem sido realizado anualmente desde 1970. É em maior parte para aplicações em design digital e verificações. Também existe a  Revista sobre lógica multivalorada e computação.

## Leituras adicionais
Geral
- Augusto, Luis M. (2017). Many-valued logics: A mathematical and computational introduction. London: College Publications. 339 pages. ISBN 978-1-84890-250-3 Front_matter & Table of contents
- Béziau J.-Y. (1997), What is many-valued logic ? Proceedings of the 27th International Symposium on Multiple-Valued Logic, IEEE Computer Society, Los Alamitos, pp. 117–121.
- Malinowski, Gregorz, (2001), Many-Valued Logics, in Goble, Lou, ed., The Blackwell Guide to Philosophical Logic. Blackwell.
- Bergmann, Merrie (2008), An introduction to many-valued and fuzzy logic: semantics, algebras, and derivation systems, ISBN 978-0-521-88128-9, Cambridge University Press Parâmetro desconhecido |harv= ignorado (ajuda)
- Cignoli, R. L. O., D'Ottaviano, I, M. L., Mundici, D., (2000). Algebraic Foundations of Many-valued Reasoning. Kluwer.
- Malinowski, Grzegorz (1993). Many-valued logics. [S.l.]: Clarendon Press. ISBN 978-0-19-853787-8
- S. Gottwald, A Treatise on Many-Valued Logics. Studies in Logic and Computation, vol. 9, Research Studies Press: Baldock, Hertfordshire, England, 2001.
- Gottwald, Siegfried (2005). «Many-Valued Logics» (PDF). Consultado em 8 de março de 2014. Arquivado do original (PDF) em 3 de março de 2016
- Miller, D. Michael; Thornton, Mitchell A. (2008). Multiple valued logic: concepts and representations. Col: Synthesis lectures on digital circuits and systems. 12. [S.l.]: Morgan & Claypool Publishers. ISBN 978-1-59829-190-2
- Hájek P., (1998), Metamathematics of fuzzy logic. Kluwer. (Fuzzy logic understood as many-valued logic sui generis.)

Específica
- Alexandre Zinoviev, Philosophical Problems of Many-Valued Logic, D. Reidel Publishing Company, 169p., 1963.
- Prior A. 1957, Time and Modality. Oxford University Press, based on his 1956 John Locke lectures
- Goguen J.A. 1968/69, The logic of inexact concepts, Synthese, 19, 325–373.
- Chang C.C. and Keisler H. J. 1966. Continuous Model Theory, Princeton, Princeton University Press.
- Gerla G. 2001, Fuzzy logic: Mathematical Tools for Approximate Reasoning, Kluwer Academic Publishers, Dordrecht.
- Pavelka J. 1979, On fuzzy logic I: Many-valued rules of inference, Zeitschr. f. math. Logik und Grundlagen d. Math., 25, 45–52.
- Metcalfe, George; Olivetti, Nicola; Dov M. Gabbay (2008). Proof Theory for Fuzzy Logics. [S.l.]: Springer. ISBN 978-1-4020-9408-8 Covers proof theory of many-valued logics as well, in the tradition of Hájek.
- Hähnle, Reiner (1993). Automated deduction in multiple-valued logics. [S.l.]: Clarendon Press. ISBN 978-0-19-853989-6
- Azevedo, Francisco (2003). Constraint solving over multi-valued logics: application to digital circuits. [S.l.]: IOS Press. ISBN 978-1-58603-304-0
- Bolc, Leonard; Borowik, Piotr (2003). Many-valued Logics 2: Automated reasoning and practical applications. [S.l.]: Springer. ISBN 978-3-540-64507-8